# ICD-10 Kapitel XX - Ydre sygdoms- og dødsårsager
ICD-10 Kapitel XX – Ydre sygdoms- og dødsårsager er det tyvende kapitel i ICD-10 kodelisten. Kapitlet indeholder ydre sygdoms- og dødsårsager.
| Kapitel XX – Ydre sygdoms- og dødsårsager (X60-Y09)                                      |
| X60-X84 - Tilsigtet selvbeskadigelse                                                     |
| ---------------------------------------------------------------------------------------- |
| X60 - Forsætlig selvbeskadigelse med ikke-opioide analgetika o.l.                        |
| X61 - Forsætlig selvbeskadigelse med psykofarmaka, antiepileptika og antiparkinsonmidler |
| X62 - Forsætlig selvbeskadigelse med narkotika og psykodysleptika                        |
| X63 - Forsætlig selvbeskadigelse med midler med virkning på det autonome nervesystem     |
| X64 - Forsætlig selvbeskadigelse med ikke specificerede lægemidler og biologiske stoffer |
| X65 - Forsætlig selvbeskadigelse med alkohol                                             |
| X66 - Forsætlig selvbeskadigelse med organiske opløsningsmidler og halogen-kulbrinter    |
| X67 - Forsætlig selvbeskadigelse med andre gasarter og dampe                             |
| X68 - Forsætlig selvbeskadigelse med bekæmpelsesmidler                                   |
| X69 - Forsætlig selvbeskadigelse med andre kemiske og toksiske stoffer                   |
| X70 - Forsætlig selvbeskadigelse ved hængning, strangulation og kvælning                 |
| X71 - Forsætlig selvbeskadigelse ved drukning og nedsænken i vand                        |
| X72 - Forsætlig selvbeskadigelse ved skud fra håndvåben                                  |
| X73 - Forsætlig selvbeskadigelse ved skud fra gevær og andre større skydevåben           |
| X74 - Forsætlig selvbeskadigelse ved skud fra andre og ikke specificerede skydevåben     |
| X75 - Forsætlig selvbeskadigelse ved eksplosive materialer                               |
| X76 - Forsætlig selvbeskadigelse ved røg, ild og flammer                                 |
| X77 - Forsætlig selvbeskadigelse ved varme dampe og varme genstande                      |
| X78 - Forsætlig selvbeskadigelse med skarpe genstande                                    |
| X79 - Forsætlig selvbeskadigelse med stumpe genstande                                    |
| X80 - Forsætlig selvbeskadigelse ved spring fra højde                                    |
| X81 - Forsætlig selvbeskadigelse under køretøjer og genstande i bevægelse                |
| X82 - Forsætlig selvbeskadigelse ved kollision med motorkøretøj                          |
| X83 - Forsætlig selvbeskadigelse med andre specificerede metoder                         |
| X84 - Forsætlig selvbeskadigelse med ikke specificerede metoder                          |
| X85-X99 - Overgreb fra anden person                                                      |
| X85 - Overgreb ved brug af lægemidler og biologiske stoffer                              |
| X86 - Overgreb ved brug af ætsende stoffer                                               |
| X87 - Overgreb ved brug af bekæmpelsesmidler                                             |
| X88 - Overgreb ved brug af gasarter og dampe                                             |
| X89 - Overgreb ved brug af andre kemiske og toksiske stoffer                             |
| X90 - Overgreb ved brug af ikke specificerede kemiske og giftige stoffer                 |
| X91 - Overgreb ved hængning, strangulation og kvælning                                   |
| X92 - Overgreb ved drukning                                                              |
| X93 - Overgreb ved skud fra håndskydevåben                                               |
| X94 - Overgreb ved skud fra geværer og andre større skydevåben                           |
| X95 - Overgreb ved skud fra andre og ikke specificerede skydevåben                       |
| X96 - Overgreb ved brug af eksplosive materialer                                         |
| X97 - Overgreb ved brug af røg, ild og flammer                                           |
| X98 - Overgreb ved brug af varme dampe og varme genstande                                |
| X99 - Overgreb ved brug af skarpe genstande                                              |
| Y00-Y09 - Overgreb fra anden person (fortsat)                                            |
| Y00 - Overgreb ved brug af stumpe genstande                                              |
| Y01 - Overgreb ved skub fra højde                                                        |
| Y02 - Overgreb ved skub foran genstand i bevægelse                                       |
| Y03 - Overgreb ved påkørsel med motorkøretøj                                             |
| Y04 - Overgreb ved korporlig vold                                                        |
| Y05 - Overgreb ved seksuel korporlig vold                                                |
| Y06 - Omsorgssvigt                                                                       |
| Y07 - Mishandlingssyndromer                                                              |
| Y08 - Overgreb ved andre specificerede metoder                                           |
| Y09 - Overgreb ved ikke specificerede metoder                                            |

| Lægevidenskab | Spire Denne artikel om lægevidenskab er en spire som bør udbygges. Du er velkommen til at hjælpe Wikipedia ved at udvide den. |